# Mặc cả

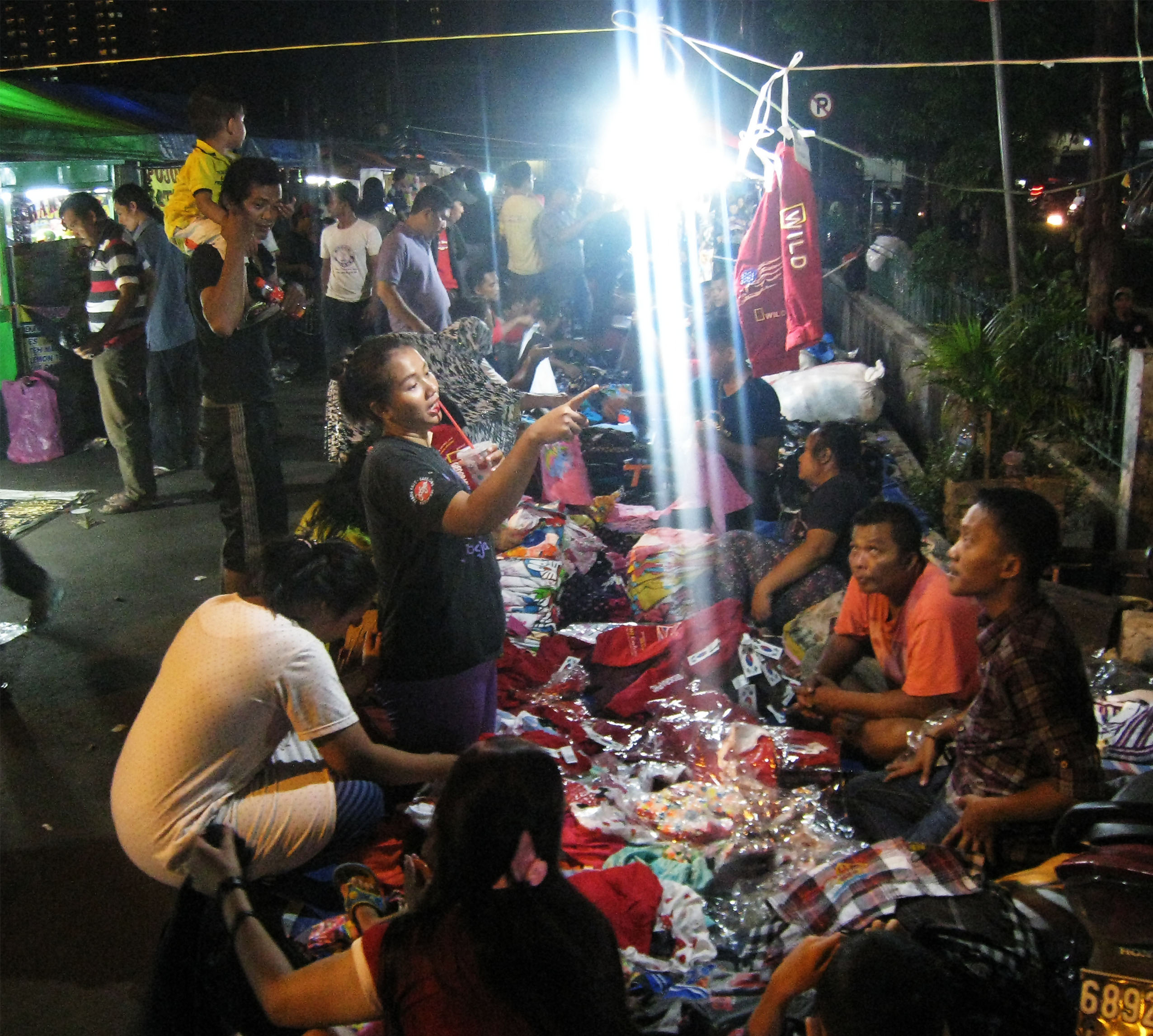
Mọi người mặc cả trong một phiên chợ pasar malam truyền thống của Indonesia (chợ đêm) ở Rawasari, Trung tâm Jakarta.

Mặc cả hay trả giá là một loại đàm phán trong đó người mua và người bán hàng hóa hoặc dịch vụ tranh luận về giá cả và bản chất chính xác của giao dịch. Nếu việc mặc cả dẫn đến được thỏa thuận thành công về các điều khoản, giao dịch sẽ diễn ra. Mặc cả là một chiến lược giá thay thế cho giá cố định. Tối ưu, nếu người bán lẻ không mất gì để tham gia và cho phép mặc cả, họ có thể tính toán mức độ sẵn sàng chi tiêu của người mua. Nó cho phép thu được nhiều thặng dư tiêu dùng hơn vì nó cho phép phân biệt giá, một quá trình theo đó người bán có thể tính giá cao hơn cho một người mua háo hức hơn (người mua giàu hơn hoặc cần phải mua đồ đó hơn). Việc mặc cả đã biến mất phần lớn ở các nơi trên thế giới, nơi chi phí để mặc cả vượt quá mức tăng giá cho các nhà bán lẻ đối với hầu hết các mặt hàng bán lẻ phổ biến. Tuy nhiên, đối với hàng hóa đắt tiền được bán cho người mua không có thông tin như ô tô, việc mặc cả có thể vẫn còn phổ biến.

## Địa điểm

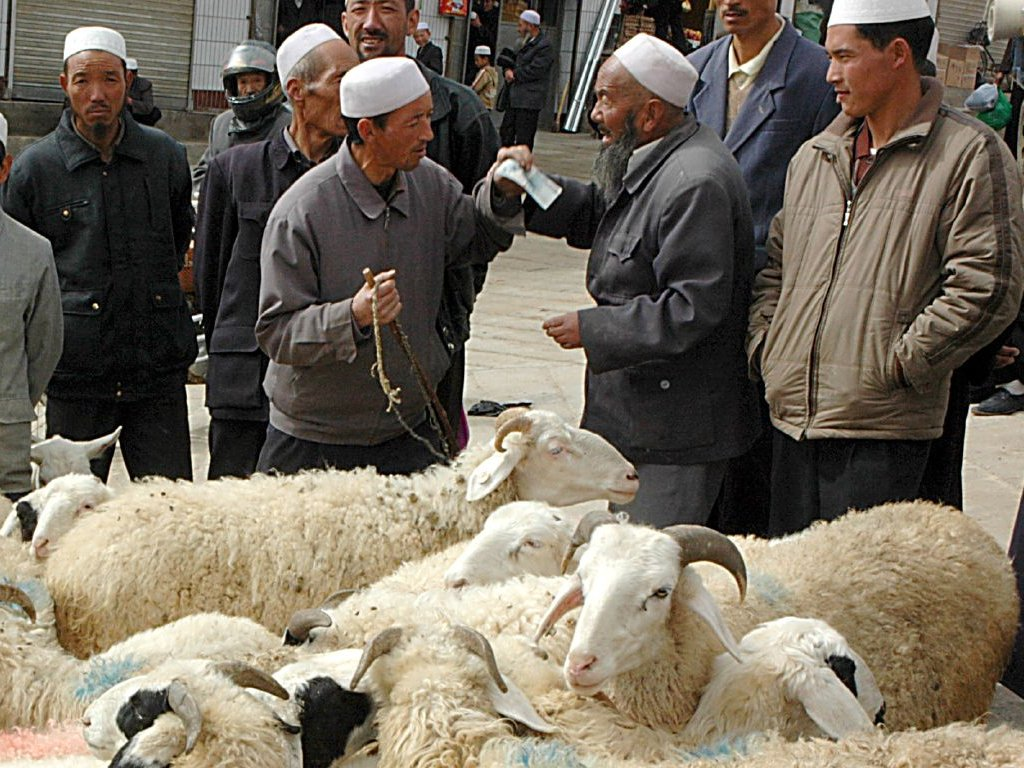
Người Đông Hương mặc cả mua cừu ở tỉnh Cam Túc, Trung Quốc.

Không phải tất cả các giao dịch đều có thể mặc cả. Niềm tin tôn giáo và phong tục khu vực có thể quyết định liệu người bán có sẵn sàng mặc cả hay không.

### Sự khác biệt ở các khu vực

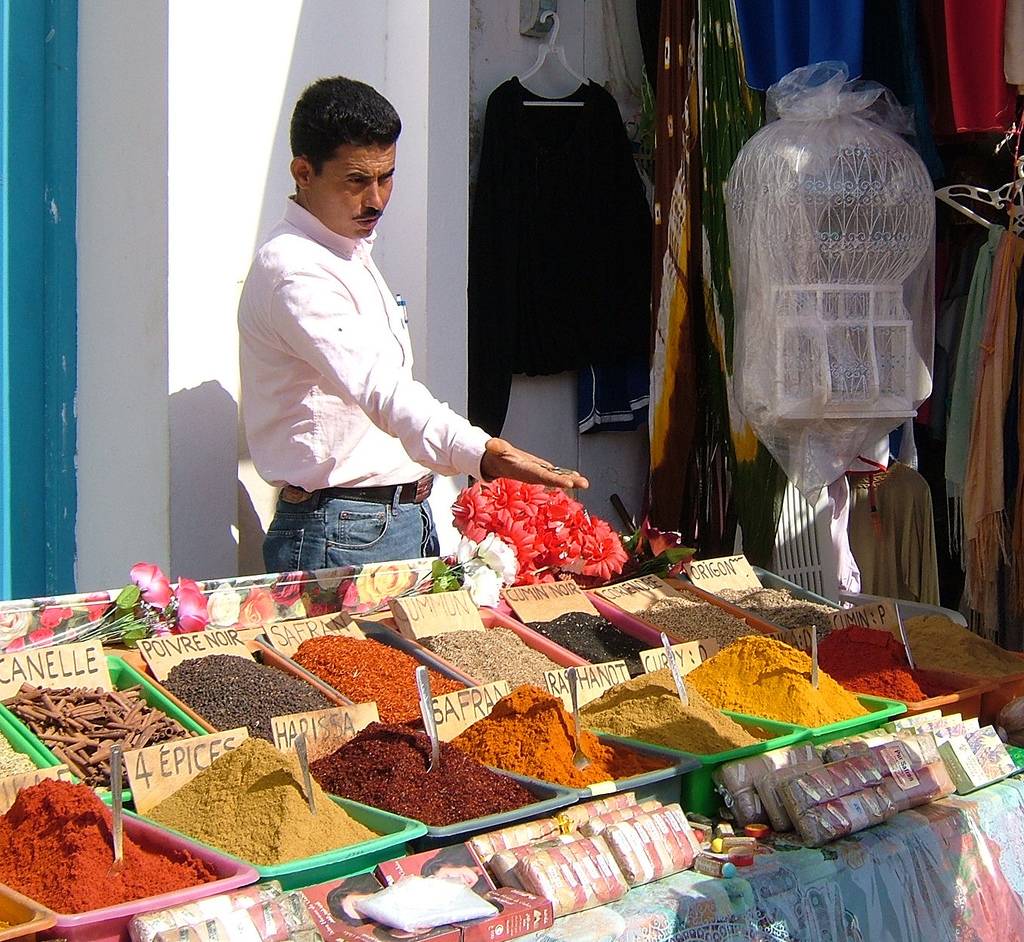
Chợ gia vị Djerba, Tunisia.

Ở Bắc Mỹ và Châu Âu, mặc cả bị hạn chế đối với các mặt hàng đắt tiền hoặc có một không hai (ô tô, đồ cổ, trang sức, nghệ thuật, bất động sản, bán hàng thương mại của các doanh nghiệp) và các thiết lập bán hàng không chính thức như chợ trời và bán hàng tại nhà để xe. Ở các khu vực khác trên thế giới, mặc cả có thể là tiêu chuẩn bắt buộc, ngay cả đối với các giao dịch thương mại nhỏ.
Ở Indonesia và các nơi khác ở châu Á, người dân địa phương mặc cả hàng hóa và dịch vụ ở khắp mọi nơi từ chợ đường phố đến khách sạn. Ngay cả trẻ em cũng học cách mặc cả từ nhỏ. Tham gia vào mặc cả có thể khiến người nước ngoài cảm thấy được chấp nhận. Mặt khác, ở Thái Lan, mặc cả dường như mềm hơn các nước khác do văn hóa Thái Lan, trong đó mọi người có xu hướng khiêm tốn và tránh tranh luận. Tuy nhiên, mặc cả cho các mặt hàng thực phẩm bị ngăn cản mạnh mẽ ở Đông Nam Á và bị coi là một sự xúc phạm, bởi vì thực phẩm được coi là một nhu cầu chung mà không được coi là một hàng hóa có thể giao dịch.
Trong hầu hết tất cả các cuộc đàm phán kinh doanh phức tạp lớn, một số lượng mặc cả nhất định diễn ra. Một cách đơn giản hóa kiểu "phương tây" để quyết định khi nào nên mặc cả là chia đàm phán thành hai giai đoạn: tạo ra giá trị và yêu cầu giá trị. Yêu cầu giá trị là một cụm từ khác để mặc cả. Nhiều nền văn hóa cảm thấy khó chịu khi họ nhận thấy phía bên kia đã bắt đầu mặc cả quá sớm. Sự khó chịu này thường là kết quả của việc họ muốn tạo giá trị lâu hơn trước khi hai bên mặc cả với nhau. Ngược lại, văn hóa Trung Quốc đặt giá trị cao hơn nhiều vào việc dành thời gian để xây dựng mối quan hệ kinh doanh trước khi bắt đầu tạo ra giá trị hoặc mặc cả. Không hiểu khi nào được bắt đầu mặc cả đã phá hỏng nhiều cuộc đàm phán kinh doanh tích cực.
Ở những khu vực phổ biến ở mức bán lẻ, tùy chọn mặc cả thường phụ thuộc vào sự hiện diện của chủ cửa hàng. Cửa hàng theo chuỗi được quản lý bởi nhân viên có khả năng sử dụng giá cố định hơn so với cửa hàng độc lập được quản lý bởi chủ sở hữu hoặc một trong những nhân viên đáng tin cậy của chủ sở hữu.
Không khí của cửa hàng cũng có thể được sử dụng để báo hiệu việc mặc cả có phù hợp hay không. Ví dụ, một cửa hàng tiện nghi và có máy lạnh với giá niêm yết thường không cho phép mặc cả, nhưng một gian hàng trong chợ thì có thể. Các siêu thị và chuỗi cửa hàng khác hầu như không bao giờ cho phép mặc cả. Tuy nhiên, tầm quan trọng của môi trường xung quanh có thể phụ thuộc vào cam kết văn hóa đối với thương lượng. Ở Israel, giá cả của các mặt hàng hàng ngày (quần áo, đồ dùng vệ sinh) có thể được thương lượng ngay cả trong một cửa hàng kiểu phương Tây có nhân viên bán hàng. 

## Lý thuyết

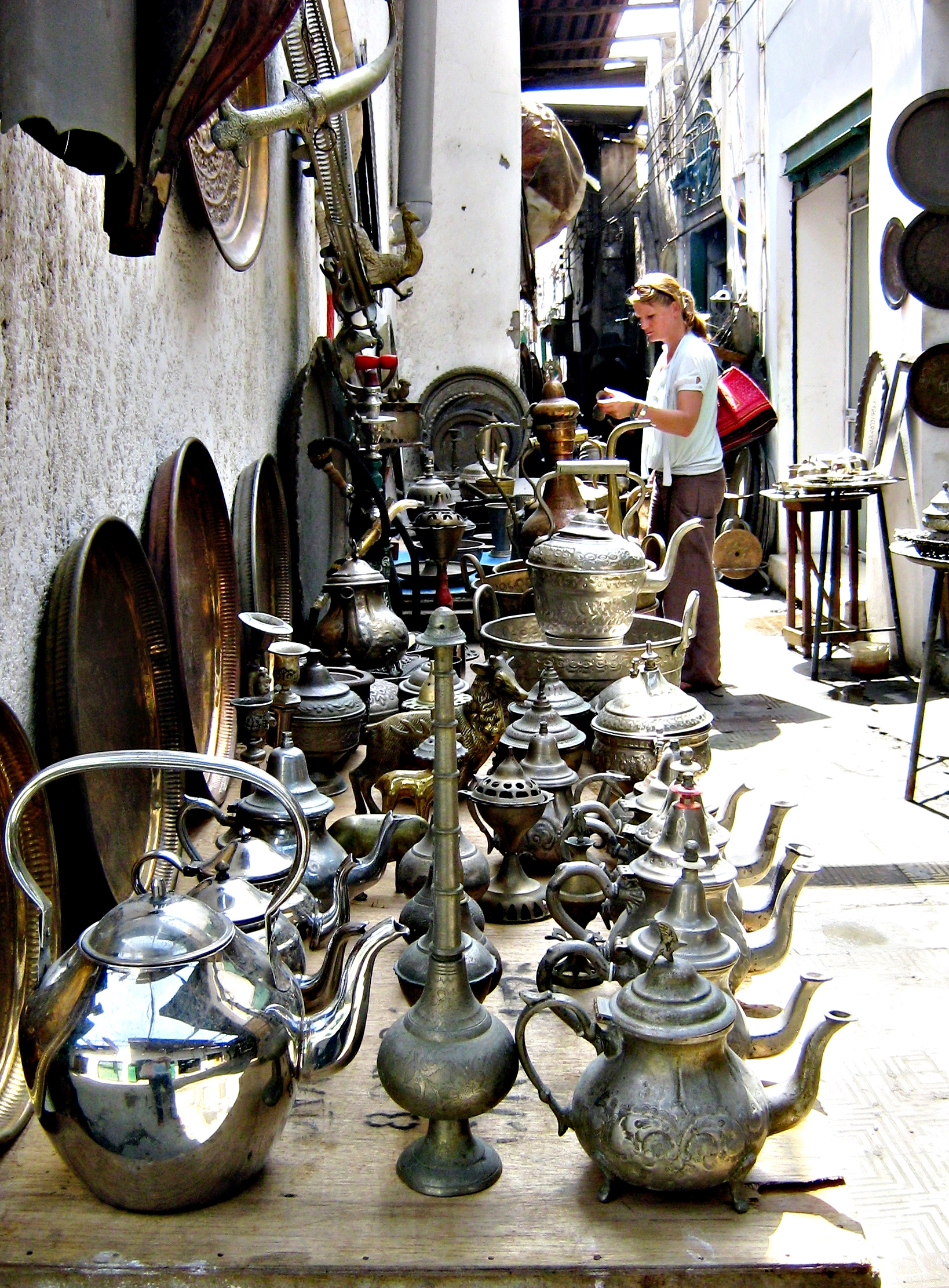
Medina Tripoli, Libya

### Lý thuyết hành vi
Lý thuyết nhân cách trong mặc cả nhấn mạnh rằng loại tính cách quyết định quá trình mặc cả và kết quả của nó. Một lý thuyết hành vi phổ biến liên quan đến sự phân biệt giữa người cứng rắn và người mềm mỏng. Các tài liệu nghiên cứu khác nhau đề cập đến những người cứng rắn như những chiến binh, trong khi những người mềm mỏng là chủ cửa hàng. Nó thay đổi từ vùng này sang vùng khác. Mặc cả có thể diễn ra nhiều hơn ở khu vực nông thôn và bán thành thị hơn là trong một thành phố đô thị. 

### Lý thuyết trò chơi
Trò chơi mặc cả đề cập đến các tình huống trong đó hai hoặc nhiều người chơi phải đạt được thỏa thuận về cách phân phối một đối tượng hoặc số tiền. Mỗi người chơi thích đạt được một thỏa thuận trong các trò chơi này, thay vì kiêng làm như vậy. Tuy nhiên, mỗi người thích rằng thỏa thuận có lợi cho lợi ích của họ. Ví dụ về các tình huống như vậy bao gồm thương lượng liên quan đến một liên đoàn lao động và giám đốc của một công ty đàm phán tăng lương, tranh chấp giữa hai cộng đồng về việc phân chia lãnh thổ chung, hoặc các điều kiện theo đó hai nước đồng ý giải trừ hạt nhân. Phân tích các loại vấn đề này tìm kiếm một giải pháp chỉ định thành phần nào trong tranh chấp tương ứng với mỗi bên liên quan.
Người chơi trong một bài toán mặc cả có thể mặc cả cho mục tiêu nói chung tại một thời điểm chính xác. Vấn đề cũng có thể được phân chia để các bộ phận của toàn bộ mục tiêu trở thành đối tượng để mặc cả trong các giai đoạn khác nhau.
Trong một bài toán cổ điển, kết quả là một thỏa thuận đạt được giữa tất cả các bên quan tâm, hoặc hiện trạng của vấn đề. Rõ ràng là nghiên cứu cách các bên đưa ra quyết định của họ là không đủ để dự đoán thỏa thuận nào sẽ đạt được. Tuy nhiên, lý thuyết mặc cả cổ điển giả định rằng mỗi người tham gia vào một quá trình mặc cả sẽ lựa chọn giữa các thỏa thuận có thể, theo hành vi được dự đoán bởi mô hình lựa chọn hợp lý. Điều đặc biệt giả định rằng các sở thích của mỗi người chơi liên quan đến các thỏa thuận có thể có thể được biểu diễn bằng hàm định lý tiện ích von NeumannTHER Morgenstern.
Nash [1950] định nghĩa một bài toán cổ điển là một tập hợp các phân bổ tiện ích chung, một số trong đó tương ứng với những gì người chơi sẽ nhận được nếu họ đạt được thỏa thuận và một vấn đề khác thể hiện những gì họ sẽ nhận được nếu họ không làm như vậy.
Trò chơi mặc cả cho hai người chơi được định nghĩa là một cặp (F, d) trong đó F là tập hợp phân bổ tiện ích chung có thể (thỏa thuận có thể) và d là điểm bất đồng.
Đối với định nghĩa của một giải pháp mặc cả cụ thể, thông thường phải tuân theo đề xuất của Nash, đưa ra các tiên đề mà giải pháp này cần đáp ứng. Một số tiên đề thường xuyên nhất được sử dụng trong việc xây dựng các giải pháp thương lượng là hiệu quả, tính đối xứng, tính độc lập của các lựa chọn không liên quan, tính bất biến vô hướng, tính đơn điệu, v.v.
Giải pháp mặc cả Nash là giải pháp thương lượng tối đa hóa sản phẩm của các tiện ích của đại lý trên tập hợp các mặc cả.
Tuy nhiên, giải pháp mặc cả Nash chỉ liên quan đến cấu trúc đơn giản nhất của việc mặc cả. Nó không năng động (không giải quyết được kết quả pareto đạt được như thế nào). Thay vào đó, đối với các tình huống trong đó cấu trúc của trò chơi thương lượng là quan trọng, một cách tiếp cận lý thuyết trò chơi chính thống hơn là hữu ích. Điều này có thể cho phép sở thích của người chơi theo thời gian và rủi ro được đưa vào giải pháp trò chơi thương lượng. Nó cũng có thể cho thấy các chi tiết có thể quan trọng như thế nào. Ví dụ, giải pháp mặc cả Nash cho bài toán lưỡng nan của tù nhân khác với trạng thái cân bằng Nash.

### Mặc cả và niêm yết giá trên thị trường bán lẻ
Các nhà bán lẻ có thể chọn bán với giá niêm yết hoặc cho phép mặc cả: bán với giá niêm yết công khai cam kết nhà bán lẻ không khai thác người mua khi họ vào cửa hàng bán lẻ, khiến cửa hàng hấp dẫn hơn đối với khách hàng tiềm năng, trong khi chiến lược mặc cả có lợi thế cho phép nhà bán lẻ phân biệt giá giữa các loại khách hàng khác nhau. Ở một số thị trường, chẳng hạn như những sản phẩm dành cho ô tô và hàng điện tử đắt tiền, các công ty niêm yết giá nhưng sẵn sàng mặc cả với người tiêu dùng. Khi tỷ lệ người tiêu dùng mặc cả tăng lên, giá có xu hướng tăng.

### Lý thuyết quá trình
Lý thuyết này cô lập các yếu tố đặc biệt của khung thời gian mặc cả để hiểu rõ hơn về sự phức tạp của quá trình đàm phán. Một số tính năng chính của lý thuyết quy trình bao gồm:
- Phạm vi mặc cả
- Rủi ro nghiêm trọng
- Điểm bảo mật

### Lý thuyết tích hợp
Mặc cả tích hợp (còn gọi là "thương lượng dựa trên lợi ích", "thương lượng có lợi") là một chiến lược đàm phán trong đó các bên hợp tác để tìm ra giải pháp "cùng thắng" cho tranh chấp của họ. Chiến lược này tập trung vào việc phát triển các thỏa thuận cùng có lợi dựa trên lợi ích của các bên tranh chấp. Sở thích bao gồm nhu cầu, mong muốn, mối quan tâm và nỗi sợ hãi quan trọng đối với mỗi bên. Chúng là những lý do cơ bản khiến mọi người tham gia vào một cuộc xung đột.
"Tích hợp đề cập đến tiềm năng lợi ích của các bên được [kết hợp] theo cách tạo ra giá trị chung hoặc phóng to chiếc bánh." Tiềm năng tích hợp chỉ tồn tại khi có nhiều vấn đề liên quan đến đàm phán. Điều này là do các bên phải có khả năng đánh đổi các vấn đề để cả hai bên hài lòng với kết quả.

### Lý thuyết tự sự
Một cách tiếp cận rất khác nhau để khái niệm hóa thương lượng là cùng xây dựng một câu chuyện xã hội, trong đó việc tường thuật, thay vì logic kinh tế dẫn đến kết quả.

### Mặc cả tự động
Khi một tình huống thương lượng phức tạp, việc tìm kiếm trạng thái cân bằng Nash rất khó sử dụng lý thuyết trò chơi. Các phương pháp tính toán tiến hóa đã được thiết kế để thương lượng tự động, và chứng minh là có hiệu quả và hiệu quả này đạt xấp xỉ cân bằng Nash.

### Giá neo
Giá neo là ưu đãi đầu tiên được thực hiện trong quá trình thương lượng. Ưu đãi đầu tiên đặt ra các điều kiện đầu tiên cho việc định giá, do đó 'neo' kết quả của giao dịch.